# Calloporina longispina
Calloporina longispina is een mosdiertjessoort uit de familie van de Microporellidae. De wetenschappelijke naam van de soort is voor het eerst geldig gepubliceerd in 1885 door MacGillivray.